# Francesc Esteve i Soley
Francesc Esteve i Soley (Sabadell, Vallès Occidental, 1932) és un fotògraf català.
Va iniciar-se en el món de la fotografia l'any 1943, fent fotos de tots els actes socials on assistia i també fent-se autoretrats. El gran gruix de la seva obra es va realitzar entre la dècada del 1950 i principis de la del 1960, moment en què va deixar la fotografia per dedicar-se al negoci familiar. Ell volia que la fotografia fos un reflex de la societat de l'època, intentant retransmetre l'atmosfera del moment. Durant els últims anys s'ha dedicat a fotografiar a personatges de Sabadell, realitzant més d'un miler de retrats.
Conserven obra de Francesc Esteve el Museu Nacional d'Art de Catalunya i el Museu d'Art de Sabadell.

## Exposicions
- 2001- Museu d'Art de Sabadell
- 2013- "Mirades a la memòria. Francesc Esteve". Museu de Montserrat[4]